# Edward Miles

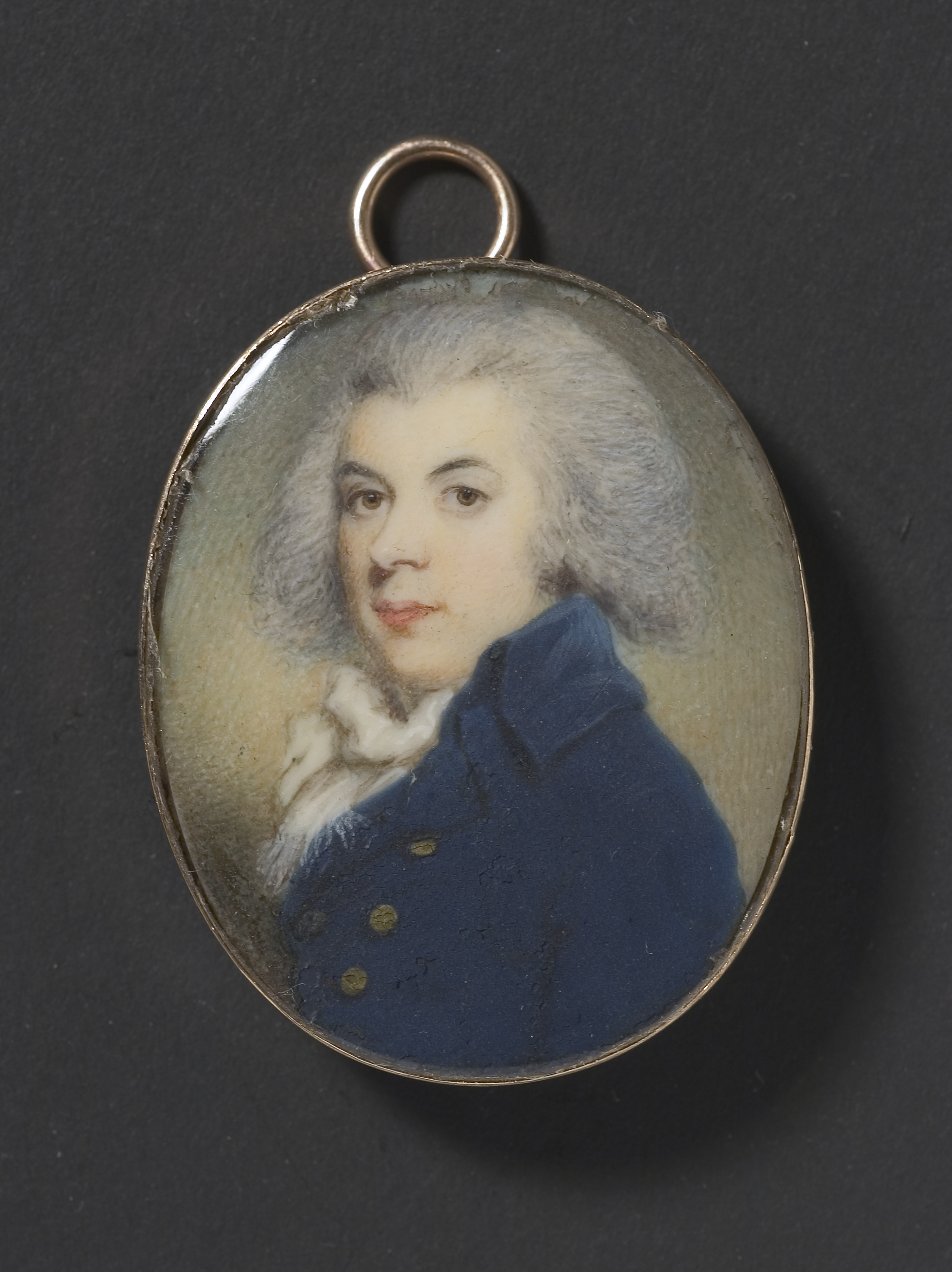
Edward Miles: Bildnis eines unbekannten Mannes. Schwedisches Nationalmuseum

Edward Miles (* 14. Oktober 1752 in Great Yarmouth, Norfolk, England; † 7. März 1828 in Philadelphia, Pennsylvania, USA) war ein englisch-amerikanischer Miniaturmaler.

## Leben
Edward Miles begann seine berufliche Laufbahn als Laufbursche bei einem Chirurgen in Yarmouth, der sein zeichnerisches Talent erkannte und förderte. Im Jahr 1771 zog Miles nach London und wurde von Joshua Reynolds unterstützt. Er besuchte die Royal Academy Schools und stellte dort ab 1775 aus. 1792 wurde er zum Miniaturmaler der Herzogin von York ernannt, 1794 folgte die Ernennung zum Miniaturmaler von Königin Charlotte. 1797 zog er nach St. Petersburg, wo er als Miniaturmaler für die Zaren Paul I. und Alexander I. tätig war. 1807 ließ er sich in Philadelphia nieder, wo er 1828 verstarb. 

## Werk

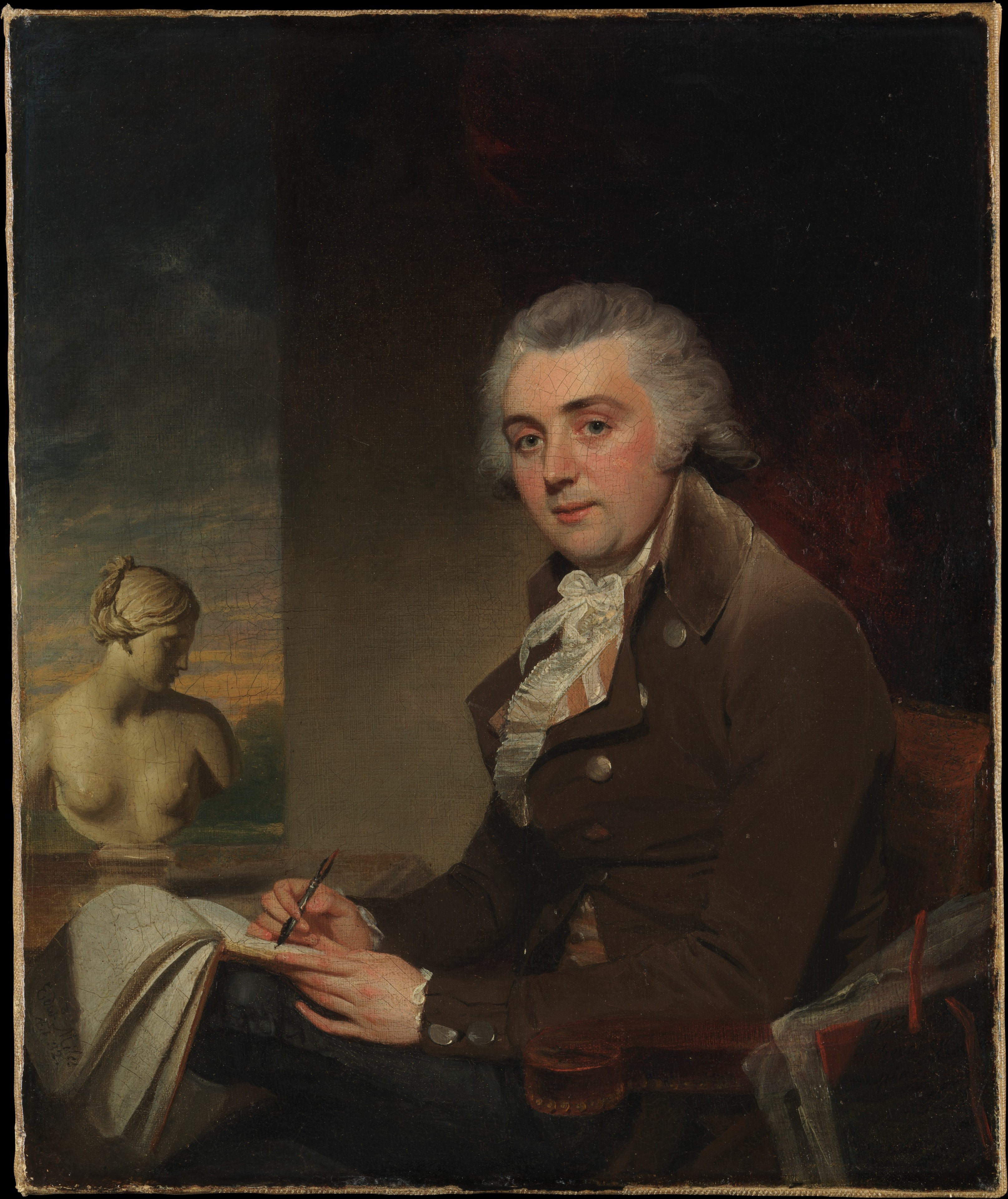
William Beechey (1753–1839): Porträt von Edward Miles. Metropolitan Museum of Art, New York

Edward Miles war bekannt für seine Porträtminiaturen, die durch feine Detailarbeit und realistische Darstellung auffielen. Seine Werke wurden sowohl in England als auch in Russland und den USA geschätzt.  